# Omphalodes
Omphalodes Mill. è un genere di piante della famiglia delle Boraginacee.

## Descrizione
Il genere comprende piante annuali, biennali e perenni con il fusto spesso eretto, ma che può essere ascendente o reclinato verso terra (decombente) e, qualche volta, stolonifero.

I fiori, pentameri, possono essere ascellari e solitari o disposti in numerose cime terminali con o senza brattee.

Il calice, lobato fino alla base, è accrescente nel frutto e può essere con o senza pelosità.

La corolla, blu nelle piante perenni, bianca o raramente blu in quelle annuali, è subrotata o quasi campanulata, con un corto tubo e cinque invaginazioni, sporgenti e a forma di sacco, nella fauce.

Gli stami sono inclusi e inseriti a circa metà del tubo corollino.

Lo stilo, incluso lo stimma, è a capocchia.

Le nucule globoso-depresse, generalmente lisce, qualche volta pelose, alate, con ali erette o ombelicate sono attaccate al ricettacolo per quasi tutta la loro lunghezza.

## Distribuzione e habitat
L'areale del genere si estende dall'Europa meridionale e orientale sino al Caucaso e al Pakistan. In Italia è presente un'unica specie, Omphalodes verna, diffusa nella parte settentrionale della penisola.
Le varie specie si rinvengono in ambienti diversi: luoghi umidi e ombrosi, boschi montani, fessure di rocce e, perfino, su sabbie marine. Coltivate spesso come piante ornamentali, qualche volta sfuggono alle colture e inselvatichiscono.

## Tassonomia
Il genere comprende le seguenti specie:
- Omphalodes cappadocica (Willd.) DC.
- Omphalodes davisiana Kit Tan & Sorger
- Omphalodes heterophylla Rech.f. & Riedl
- Omphalodes kusnezowii Kolak.
- Omphalodes luciliae Boiss.
- Omphalodes nedimeae Aykurt & Sümbül
- Omphalodes nitida (Willd.) Hoffmanns. & Link
- Omphalodes ripleyana P.H.Davis
- Omphalodes runemarkii Strid & Kit Tan
- Omphalodes rupestris Rupr. ex Boiss.
- Omphalodes verna Moench